# Собор Святых Петра и Павла (Бранденбург)
Собор Святых Петра и Павла (нем. Dom Sankt Peter und Paul zu Brandenburg an der Havel) — протестантский собор в городе Бранденбург-на-Хафеле, относящийся к Евангелической церкви Берлина-Бранденбурга-Силезской Верхней Лужицы (EKBO). Первый камень в основание католического собора был заложен 11 октября 1165 года, а во время Реформации — в 1527 году — римско-католическая епархия Бранденбурга утратила данное здание.

## История и описание
Зимой 928 года войска германского короля Генриха I Птицелова заняли один из ключевых славянских замков на Восточной Эльбе — Бранденбург. Завоевание данной территории христианским правителем заложило основу для создания Бранденбургской епархии: её создание было завершено к 948 или 964 году. Существует единственный документ от 1170 года, за авторством епископа Вильмара, в котором говорится, что первое завоевание Бранденбурга стало началом строительства собора. В любом случае, данный храм был потерян в связи с крупным Славянским восстанием 983 года. К началу XXI века местонахождение старой церкви не доказано археологически.
Первый камень в основание современного Собора Святых Петра и Павла был заложен 11 октября 1165 года: в тот период главной церковью города недолго была церковь Святого Готтхардта. Местом строительства был выбран остров, называющийся сегодня «Соборным» (нем. Dominsel) — хотя фундамент был заложен на глубине семи метров, он так и не достиг твёрдых пород, а переменный уровень местных грунтовых вод создаёт дополнительные сложности в сохранении здания.
На первом этапе строительства, проходившего под управлением епископа Вильмара до 1173 года, предполагалась постройка храма с одним нефом — под него даже успели заложить фундамент. Проект изменился уже в XII веке: была выбрана трехзальная базилика с плоской крышей в романском стиле. Епископ Гернанд, прибывший в Бранденбург-на-Хафеле из Магдебурга, перестроил и расширил собор в стиле ранней готики: от романского здания сохранились круглые аркады по обе стороны от нефа. Позднеготический хор появился на романском фундаменте своего предшественника в середине XV века.